# Parolenrätsel
Ein Parolenrätsel ist ein Sprachrätsel, bei dem es das Ziel ist, aus mehreren vorgegebenen Sätzen („Parolen“) eine verborgene Gemeinsamkeit zu erkennen. Diese kann z. B. in versteckten Wörtern oder Buchstabenfolgen, in der Buchstabenanzahl oder in einer Rechnung mit alphabetischen Buchstabenwerten (A = 1, B = 2, …, Z = 26) bestehen.
Beispiel:
- Allgemein helfen Orchestermusikern richtige Noten.
- Patentanwälte arbeiten lieber mit Erfolgshonorar.
- Englische Romanautoren lesen Essays.

Die aufzufindende Gemeinsamkeit lautet hier: Die Anfangsbuchstaben der Wörter einer Parole ergeben den Namen eines Baumes (im Beispiel: Ahorn, Palme, Erle).
Die inhaltliche Aussage der Parolen ist für die Lösung meist irrelevant. Sie kann jedoch eingesetzt werden, um auf das Gesuchte hinzuweisen (oder aber eine „falsche Fährte“ zu legen) und somit den Schwierigkeitsgrad des Rätsels zu beeinflussen.

## Parolenrätsel in Internetforen
Parolenrätsel können alleine gelöst werden oder aber (v. a. in Internetforen) gleichzeitig von mehreren Lösern und in Interaktion mit dem Rätselsteller. Hierbei lösen die Spieler das Rätsel nicht durch Nennen der Regel („Die Anfangsbuchstaben ergeben den Namen eines Baumes“), sondern durch Formulieren einer eigenen Parole (z. B.: „Endlich! Ich bin erfolgreich!“, Eibe), deren Gültigkeit vom Rätselsteller bestätigt werden muss. Dadurch wird auch nach einer richtigen Parole den Mitspielern nicht die Lösung verraten und somit die Chance gewahrt, das Rätsel noch selbst zu lösen. Der Rätselsteller wird als Moderator zum aktiven Mitspieler, der sich bemüht, durch aufeinander aufbauende Tipps die noch Rätselnden nach und nach zur Lösung zu führen.

## Publikationen
- Lars Günther, Barbara M. Hahn: Parolenrätsel: Faszinierende Wortspiele - Dekodiere heimliche Schluessel!. 2009, BoD, ISBN 0-572-02654-4